# آری‌آکه، ساگا
آری‌آکه، ساگا (به لاتین: Ariake) یک منطقهٔ مسکونی در ژاپن است که در کیوشو واقع شده‌است. آری‌آکه ۸٬۹۴۴ نفر جمعیت دارد.